# Лаук, Райнхард
Райнхард Лаук (нем. Reinhard Lauck; 16 сентября 1946, Эльсниц — 22 октября 1997, Берлин, ФРГ) — немецкий футболист, игравший на позиции полузащитника. Победитель летних олимпийских игр 1976 в составе сборной ГДР.
Футбольная карьера Лаука началась в 1958 году в «SG Sielow», из которой он перешёл через 2 года в Спортивную ассоциацию армии «Vorwärts Cottbus», прежде чем присоединиться к «SC Cottbus» в 1963 году в возрасте 17 лет.
Играл за берлинские клуб «Унион» (1968—1973) и «Динамо» (1973—1981). Провёл в Чемпионате ГДР по футболу более 250 матчей. В качестве капитана три раза подряд приводил «Динамо» к победе в национальном чемпионате, впервые в истории этого клуба.
На международном уровне выступал за сборную ГДР в 30 матчах, забил три мяча. Участвовал в Чемпионате мира 1974 года, во время которого команда ГДР нанесла поражение 1:0 команде ФРГ, будущему чемпиону мира.

## Достижения
- Золото олимпийских игр: 1976
- Чемпион ГДР-оберлиги: 1979, 1980, 1981